# Săcel (gmina w okręgu Harghita)
Săcel – gmina w Rumunii, w okręgu Harghita. Obejmuje miejscowości Săcel, Șoimușu Mare, Șoimușu Mic, Uilac i Vidăcut. W 2011 roku liczyła 1253 mieszkańców.